# 圣皮亚
圣皮亚（法語：Saint-Piat，法語發音：[sɛ̃ pja]）是法国厄尔-卢瓦省的一个市镇，属于沙特尔区。

## 地理
圣皮亚（48°32'52"N, 1°35'4"E）面积11.29 平方千米，位于法国中央-卢瓦尔河谷大区厄尔-卢瓦省，该省份为法国北部内陆省份，北起顺时针与厄尔省、伊夫林省、埃松省、卢瓦雷省、卢瓦-谢尔省、萨尔特省和奧恩省接壤。
与圣皮亚接壤的市镇（或旧市镇、城区）包括：苏莱尔、耶默农维尔、茹伊。

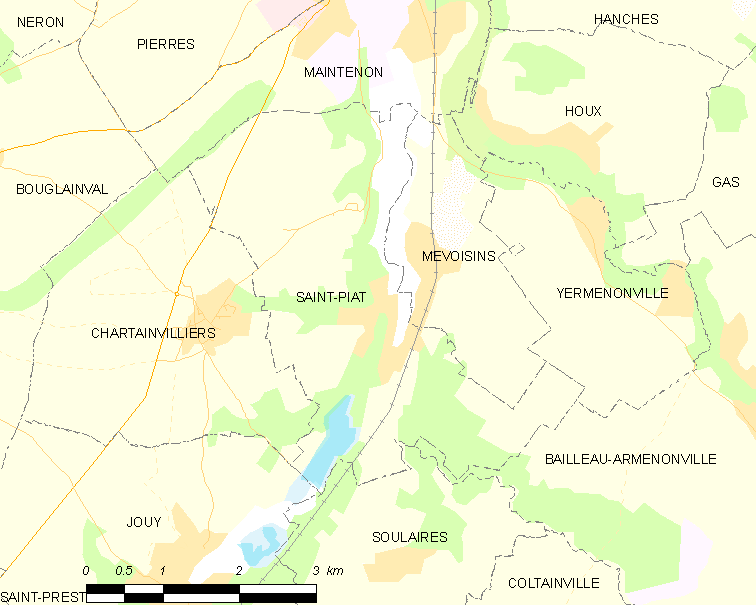
圣皮亚的OSM定位图

圣皮亚的时区为UTC+01:00、UTC+02:00（夏令时）。

## 行政
圣皮亚的邮政编码为28130，INSEE市镇编码为28357。

## 政治
圣皮亚所属的省级选区为埃佩尔农县。

## 人口

1962-2008年间圣皮亚人口变化图示

圣皮亚于2022年1月1日时的人口数量为1121人。